# Молдова на летних Олимпийских играх 2004
Молдова принимала участие в Летних Олимпийских играх 2004 года в Афинах (Греция) в одиннадцатый раз за свою историю, но не завоевала ни одной медали. Сборную страны представляли 7 женщин.

## Состав олимпийской сборной Молдовы

### Плавание
Спортсменов — 1
В следующий раунд на каждой дистанции проходили лучшие спортсмены по времени, независимо от места занятого в своём заплыве.
Мужчины
| Спортсмен    | Соревнование        | Предварительные заплывы | Предварительные заплывы | Полуфиналы | Полуфиналы | Финал     | Финал     |
| Спортсмен    | Соревнование        | Результат               | Место                   | Результат  | Место      | Результат | Место     |
| ------------ | ------------------- | ----------------------- | ----------------------- | ---------- | ---------- | --------- | --------- |
| Виктор Рогут | 400 м вольный стиль | 4:01,68                 | 35                      |            |            | Не прошёл | Не прошёл |